# 関西健康科学専門学校
関西健康科学専門学校（かんさいけんこうかがくせんもんがっこう）は、学校法人神戸創志学園が運営する専修学校。
2002年4月芦屋市に開校、兵庫県唯一の柔道整復師養成施設である。柔道整復師の養成に特化した単科であり、スポーツ医療柔道整復学科がある。安定した合格率は全国トップレベルであり、将来に役立つ+αの臨床力を養うゼミ・補講なども充実。学生が夢を実現するための独自の強みが多く、同分野の学校と比較しても高い実績を残している。また午前部と夜間部の二部制であり、社会人の在籍も多数おり、働きながら学びやすい。学費サポートも充実。学費を月々納入できる分割納入制度、一人暮らしの学生を支援する生活支援制度などがある。高等教育無償化の対象校でもある。

## 取得できる資格
- 柔道整復師試験受験資格

## 系列校
- 専修学校クラーク高等学院芦屋校